# Phare de Malarhorn
Le phare de Malarhorn est un phare situé à Drangsnes dans la région des Vestfirðir.